# Município de Dudley (condado de Hardin, Ohio)
Localização do Ohio nos E.U.A.
O município de Dudley (em inglês: Dudley Township) é um município localizado no condado de Hardin no estado estadounidense de Ohio. No ano 2010 tinha uma população de 1438 habitantes e uma densidade populacional de 14,86 pessoas por km².

## Geografia
O município de Dudley encontra-se localizado nas coordenadas 40° 36′ 22″ N, 83° 28′ 28″ O. Segundo a Departamento do Censo dos Estados Unidos, o município tem uma superfície total de 96.78 km², da qual 96,75 km² correspondem a terra firme e (0,04 %) 0,04 km² é água.

## Demografia
Segundo o censo de 2010, tinha 1438 pessoas residindo no município de Dudley. A densidade populacional era de 14,86 hab./km².